# Chirita minutihamata
Chirita minutihamata är en tvåhjärtbladig växtart som beskrevs av D. Wood. Chirita minutihamata ingår i släktet Chirita och familjen Gesneriaceae. Inga underarter finns listade i Catalogue of Life.